# Carlo Iacomucci
Carlo Iacomucci (Urbino, 1949) è un incisore e pittore italiano.

## Biografia
Lungo gli anni sessanta riceve una prima formazione artistica presso l'Istituto Statale d'Arte di Urbino, noto come "Scuola Del Libro". Nel 1969 si trasferisce per un paio d'anni a Roma, dove frequenta varie stamperie d'arte, studi e ambienti artistici, maturando la sua passione per l'incisione e l'acquaforte.
Successivamente frequenta per due anni la sezione di pittura all'Accademia di belle arti di Urbino nei primi anni settanta. Nel 1973, viene chiamato dall'Accademia di belle arti di Lecce ad insegnare Anatomia disegnata.
Dal 1974 al 1985 insegna Figura Disegnata al Liceo Artistico statale di Varese. Qui entra a far parte dell'"Associazione Liberi Artisti" della Provincia di Varese, partecipando a numerose mostre che lo spingono ad intensificare la sua ricerca sia nel campo pittorico che in quello dell'incisione. Dal 1985 al 2008 ritorna nelle Marche, diventando titolare della cattedra di Discipline pittoriche presso l'Istituto Statale d'Arte di Macerata. Tra gli anni ottanta ed i primi del duemila, per brevi periodi, si sposta all'estero; realizzando disegni a china e acquerelli a Parigi, Praga e, in particolar modo, a Londra, dove rimane affascinato dal quartiere “ Portobello Road - Notting Hill ”.

## Onorificenze e Premi
-Nel maggio 2014 presso la Sala Protomoteca del Campidoglio riceve il riconoscimento-premio per le arti visive come "Marchigiano dell'Anno” a cura del Ce.S.Ma.(Centro Studi Marche di Roma).
-In occasione della nona edizione della rassegna di grafica “Omaggio a Luigi Bartolini” riceve un riconoscimento dal Comune di Cupramontana in provincia di Ancona come ”Incisore marchigiano distintosi per particolare qualità”.